# 태평양 잠수함군
태평양 잠수함군(Submarine Force, Pacific)은 미국 태평양 함대의 잠수함전 함정과 심해탐사정, 잠수함 구조함과 같은 잠수함 보조선박울 관할한다. 캘리포니아주 코로라도 해군수륙양용기지에 본부를 두고 있다.

## 역사

### 시초
태평양 함대가 본부를 두고 있는 호놀룰루를 향해 샌프란시스코에서 출항한 F급 잠수함 4척으로 태평양 잠수함부대의 역사가 시작되었다. F급 잠수함은 이후 K급 잠수함 4척으로 교체되었고, 1915년부터 1917년까지 쿠아후아 제도에서 근무하고, 미국 원정군의 제1차 세계 대전 참전에 따라 본토로 소환되었다. 잠수함부대는 제1차 세계 대전이 끝난 1919년에 하와이로 R급 잠수함 6척으로 귀환하였다.

## 부대
- 집단
  - 제7잠수함단 - 요코스카 해군 시설
  - 제9잠수함단 - 워싱턴주 뱅고어베이스
- 전대 
  - 제5잠수함전대
  - 제7잠수함전대 - 하와이주 진주만
  - 제11잠수함전대 - 캘리포니아주 샌디에고
  - 제15잠수함전대 - 괌 해군기지
  - 제17잠수함전대 - 워싱턴주 뱅고어 베이스
  - 제19잠수함전대 - 워싱턴주 뱅고어 베이스
  - 제21잠수함전대 - 바레인 해군지원처
  - 제5잠수함개발전대 - 워싱턴주 뱅고어 베이스
- 지원사령부
  - 해저감시대
  - 진주만 해군잠수함지원센터 (NSSC)
  - 우선물자사무소 (PMO) - 워싱턴주 브레머튼
  - 제33잠수함대응전대 (Readiness) (SRS-33), 진주만

## 함선
- 에모리 S. 랜드급 잠수함모함
  - USS 에모리 S. 랜드 (AS-39)
  - USS 프랭크 케이블 (AS-40)
- USS 아코 (ARDM-5), 아이다호 아코의 이름을 딴 중형 보조 수리 건선거.

## 잠수함
| - 로스앤젤레스급 잠수함 - USS 시카고 (SSN-721) - USS 키웨스트 (SSN-722) - USS 오클라호마시티 (SSN-723) - USS 토페카 (SSN-754) - USS 알렉산드리아 (SSN-757) - USS 애쉬빌 (SSN-758) - USS 제퍼슨시티 (SSN-759) - USS 스프링필드 (SSN-761) - USS 콜롬부스 (SSN-762) - USS 샬럿 (SSN-766) - USS 햄프턴 (SSN-767) - USS 투손 (SSN-770) - USS 콜롬비아 (SSN-771) - 시울프급 잠수함 - USS 시울프 (SSN-21) - USS 코네티컷 (SSN-22) - USS 지미 카터 (SSN-23) - 버지니아급 잠수함 - USS 하와이 (SSN-776) - USS 노스캐롤라이나 (SSN-777) - USS 미주리 (SSN-780) - USS 미시시피 (SSN-782) - USS 일리노이 (SSN-786) | 오하이오급 잠수함 - USS 헨리 M. 잭슨 (SSBN-730) - USS 앨라배마 (SSBN-731) - USS 네바다 (SSBN-733) - USS 펜실베이니아 (SSBN-735) - USS 켄터키 (SSBN-737) - USS 네브라스카 (SSBN-739) - USS 메인 (SSBN-741) - USS 루이지애나 (SSBN-743) 오하이오급 잠수함 - USS 오하이오 (SSGN-726) - USS 미시간 (SSGN-727) |

## 같이 보기
- 해군 잠수함군
- 대서양 잠수함군

## 참고

### 인용
1. ↑  “Attack Submarines” (미국 영어). 2023년 6월 1일에 확인함.
2. ↑  “Ballistic Missile Submarines (SSBNs)” (미국 영어). 2023년 6월 1일에 확인함.
3. ↑  “Guided Missile Submarines (SSGNs)” (미국 영어). 2023년 6월 1일에 확인함.

### 자료
- “History of SUBPAC” (미국 영어). 2023년 6월 1일에 확인함.